# Charles Boch
Pour les articles homonymes, voir Boch.
Charles Boch est un homme politique français né le 24 mars 1824 à Strasbourg (Bas-Rhin) et décédé le 18 février 1871 à Bâle (Suisse).

## Biographie
Vigneron à Mittelschaeffolsheim, il est député du Bas-Rhin en 1849, siégeant au groupe d'extrême gauche de la Montagne. Compromis dans la journée du 13 juin 1849, il est déchu de son mandat et déporté.

## Sources
- « Charles Boch », dans Adolphe Robert et Gaston Cougny, Dictionnaire des parlementaires français, Edgar Bourloton, 1889-1891 [détail de l’édition]